# قرار مجلس الأمن التابع للأمم المتحدة رقم 246
قرار مجلس الأمن التابع للأمم المتحدة رقم 246، الذي اتخذ بالإجماع في 14 مارس 1968، بعد إعادة تأكيد القرار السابق لموضوع استقلال جنوب غرب أفريقيا وحقوق شعبها، انتقد المجلس حكومة جنوب إفريقيا وطالبها بإطلاق سراح السجناء من جنوب غرب إفريقيا وإعادتهم إلى أوطانهم. وقرر المجلس أيضا أنه في حالة عدم امتثال جنوب أفريقيا للقرارات السابقة والحالية، فإن المجلس سيجتمع على الفور لتحديد الخطوات أو التدابير الفعالة وفقا للأحكام ذات الصلة من ميثاق الأمم المتحدة.